# Samia Nkrumah
Samia Yaba Christina Nkrumah (née le 23 juin 1960 à Aburi) est une femme politique ghanéenne et présidente du Convention People's Party. Fille de l'ex-président ghanéen Kwame Nkrumah, elle est élue députée en 2008.

## Biographie

### Vie familiale et Formation
Samia Nkrumah est la fille du premier président du Ghana et leader indépendantiste Kwame Nkrumah (1909-1972) et de l'égyptienne Fathia Nkrumah (1932-2007). Samia naît en 1960 à Aburi, en région Orientale, alors que son père est premier ministre et peu de semaines avant qu'il ne devienne le premier président du Ghana indépendant.
Alors qu'elle n'a que 5 ans, un coup d'État dépose Kwame Nkrumah et la famille est forcée à s'exiler en Égypte. Elle est cependant invitée à revenir au Ghana en 1975, et elle est alors scolarisée à l'Achimota School, une des plus prestigieuses écoles du pays. Dans les années 1980, elle retourne à nouveau en Égypte avec sa mère avant d'émigrer au Royaume-Uni où elle travaille en à la Bank of India puis au journal Al-Ahram. Elle étudie ensuite à la School of Oriental and African Studies de Londres et y obtient une licence en Études Arabes en 1991. Elle obtient un master dans la même institution en 1993.

### Parcours politique
De retour au Ghana après ses études, elle s'engage en politique en promouvant une vision politique et culturelle proche de celle de son père. Aux élections ghanéennes de 2008, elle se présente dans la circonscription de Jomoro, en Région Occidentale, où elle est élue,.
Le 10 septembre 2011, elle devient la première femme présidente du Convention People's Party, et ainsi la première femme à diriger un des partis politiques majeurs ghanéens jusqu'en 2015,,.
En décembre 2012, elle perd les élections pour Jomoro et est donc remplacé en janvier 2013 par l'officier Francis Anaman.